# Бока-ду-Акри
Бока-ду-Акри (порт. Boca do Acre)  —  муниципалитет в Бразилии, входит в штат Амазонас. Составная часть мезорегиона Юг штата Амазонас. Входит в экономико-статистический  микрорегион Бока-ду-Акри. Население составляет 30 632 человека на 2010 год. Занимает площадь 21 938,77 км². Плотность населения — 1,40 чел./км².

## География
Климат местности: экваториальный.

## Границы
Муниципалитет граничит:
- на севере —  муниципалитет Пауини
- на востоке —  муниципалитет Лабреа
- на юге —  штат Акри

## Демография
Согласно сведениям, собранным в ходе переписи 2010 г. Национальным институтом географии и статистики (IBGE), население муниципалитета составляет:
| Полное население                               | Полное население                               | Полное население                               | Полное население                               | 30 632 |
| ---------------------------------------------- | ---------------------------------------------- | ---------------------------------------------- | ---------------------------------------------- | ------ |
| в том числе:                                   | Городское население                            | 19 348                                         | Процент городского населения, %                | 63,16  |
|                                                | Сельское население                             | 11 284                                         | Процент сельского населения, %                 | 36,84  |
|                                                | Мужское население                              | 15 947                                         | Процент мужского населения, %                  | 52,06  |
|                                                | Женское население                              | 14 685                                         | Процент женского населения, %                  | 47,94  |
| Плотность населения, чел/км²                   | Плотность населения, чел/км²                   | Плотность населения, чел/км²                   | Плотность населения, чел/км²                   | 1,40   |
| Население муниципалитета в % к населению штата | Население муниципалитета в % к населению штата | Население муниципалитета в % к населению штата | Население муниципалитета в % к населению штата | 0,88   |

По данным оценки 2015 года, население муниципалитета составляет 33 498 жителей.

## Административное деление
Муниципалитет состоит из 2 дистриктов:
| № | Наименование дистрикта | Наименование дистрикта (порт.) | Территория, км² | Население, чел.(2010) | Население, чел.(2010) | Население, чел.(2010) | Плотность, чел./км² | Код дистрикта |
| № | Наименование дистрикта | Наименование дистрикта (порт.) | Территория, км² | всего                 | городское             | сельское              | Плотность, чел./км² | Код дистрикта |
| 1 | Бока-ду-Акри           | Boca do Acre                   | 16 350          | 26 420                | 19 231                | 7189                  | 1,62                | 130070605     |
| 2 | Флориану-Пейшоту       | Floriano Peixoto               | 5588            | 4212                  | 117                   | 4095                  | 0,75                | 130070610     |

## Важнейшие населенные пункты
| № | Населённый пункт | Населённый пункт (порт.) | Категория         | Население чел. (2010) | На карте                       |
| - | ---------------- | ------------------------ | ----------------- | --------------------- | ------------------------------ |
| 1 | Бока-ду-Акри     | Boca do Acre             | город             | 19 231                | 8°45′07″ ю. ш. 67°23′55″ з. д. |
| 2 | Камикуан         | Kamicuã                  | индейская деревня | 583                   | 8°44′12″ ю. ш. 67°24′46″ з. д. |
| 3 | Флориану-Пейшоту | Floriano Peixoto         | поселок           | 117                   | 9°03′50″ ю. ш. 67°23′54″ з. д. |